# Natalie Tran

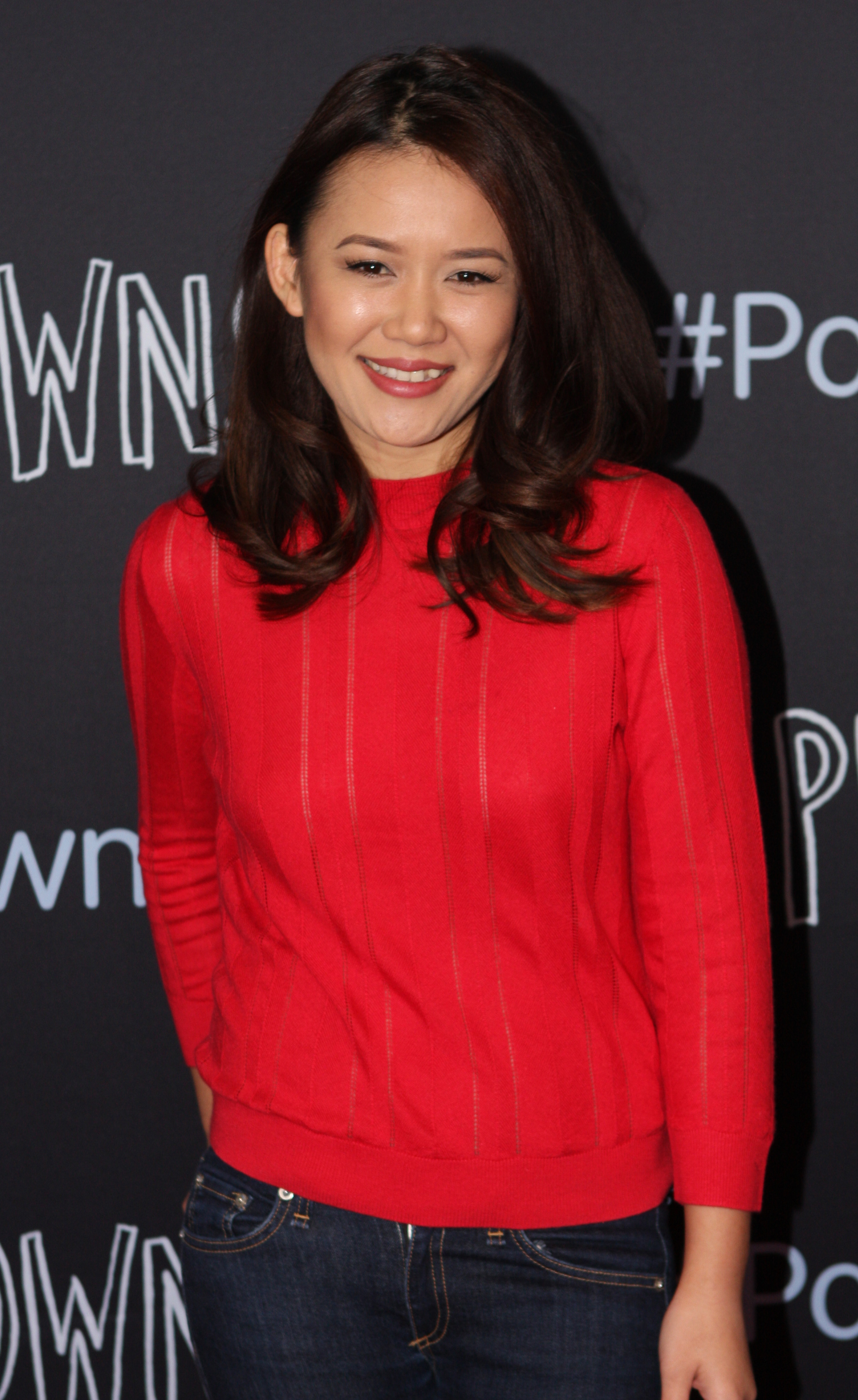
Natalie Tran (2015)

Natalie Tyler Tran (* 24. Juli 1986 in Sydney) ist eine australische Vloggerin, Komikerin und Schauspielerin.

## Privates
Trans Eltern flüchteten 1981 aus Vietnam nach Australien.
Tran studierte zwei Jahre Lehramt mit den Schwerpunktfächern Englisch und Geschichte, bevor sie zum Studienfach Digitale Medien an der University of New South Wales wechselte und das Studium mit Abschluss beendete.

## Karriere

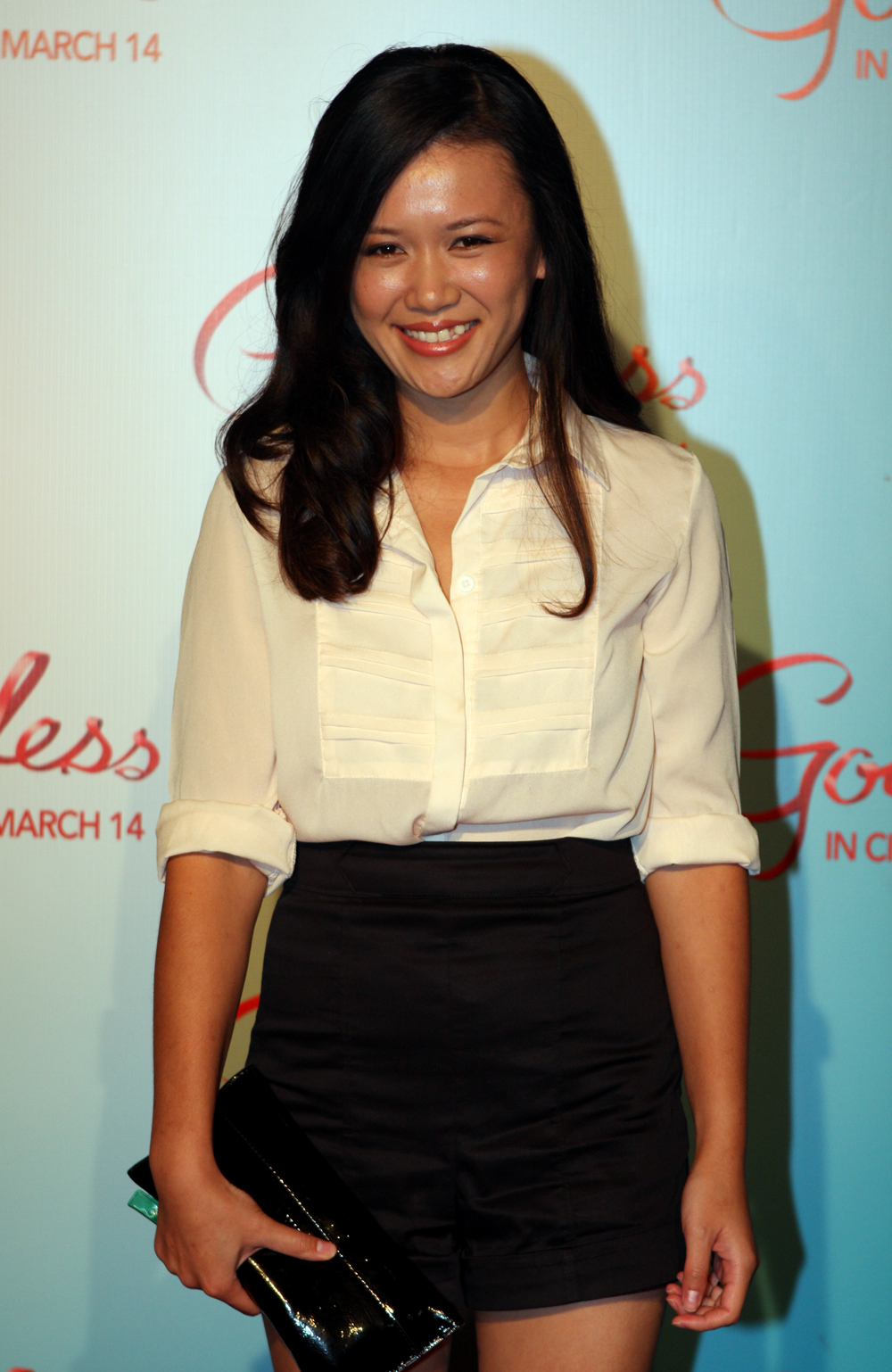
Natalie Tran bei der Premiere des Filmes "Goddess"(2013)

Tran erlangte Berühmtheit durch ihren YouTube-Kanal communitychannel, auf dem sie am 25. September 2006 ihr erstes Video hochlud. und 2016 ihr 10-jähriges YouTube-Jubiläum feierte Mittlerweile hat sie hier über 400 Videos hochgeladen, die insgesamt über 590 Millionen Mal aufgerufen wurden. Der Kanal hat ca. 1,9 Millionen Abonnenten.
Ihre Videos behandeln oft alltägliche Beobachtungen, insbesondere soziale Dilemmata und peinliche Situationen, die sie in der Regel alleine oder mit einzelnen weiteren Schauspielern humoristisch nachstellt und auch selbstironisch reflektiert. Üblicherweise bestehen ihre Videos also aus Monologen, begleitet von Schauspiel an öffentlichen Plätzen und Voice-over. Gegen Ende eines Videos werden normalerweise ausgewählte Kommentare, die Zuschauer unter dem zuvor veröffentlichten Video platzierten, gezeigt und ihrerseits kommentiert.
Über Trans Videos wurde in zahlreichen Medien berichtet, darunter The Sydney Morning Herald, Western Australia Today und Der Spiegel.
Tran hat durch ihre YouTube-Videos Werbebeteiligungen von über 100.000 $ erhalten (Stand 2010), was sie laut Forbes weltweit in die Top 10 in dieser Kategorie bringt.
Neben ihrer Onlineaktivität hatte Tran Gastauftritte in Fernsehserien und spielte 2013 in der australischen Liebeskomödie "Goddess" mit.
Ihrem Twitteraccount folgen ca. 258.000 Abonnenten. Über 9.000 Nachrichten hat sie hier bereits veröffentlicht.

## Auftritte in Film und Fernsehen
- 2010: The Project (Talk- und Newsshow)
- 2011: Talkin' 'Bout Your Generation (Gameshow)
- 2013: Goddess (Filmdebüt)